# Иверская община сестёр милосердия
Иверская община сестер милосердия (1894—1918) — российская община сестёр милосердия по обеспечения сестринского ухода за больными и ранеными (в военное время) и ухода за больными (в мирное время) в госпиталях и лазаретах. Организация была создана под эгидой Российского общества Красного Креста.

## История

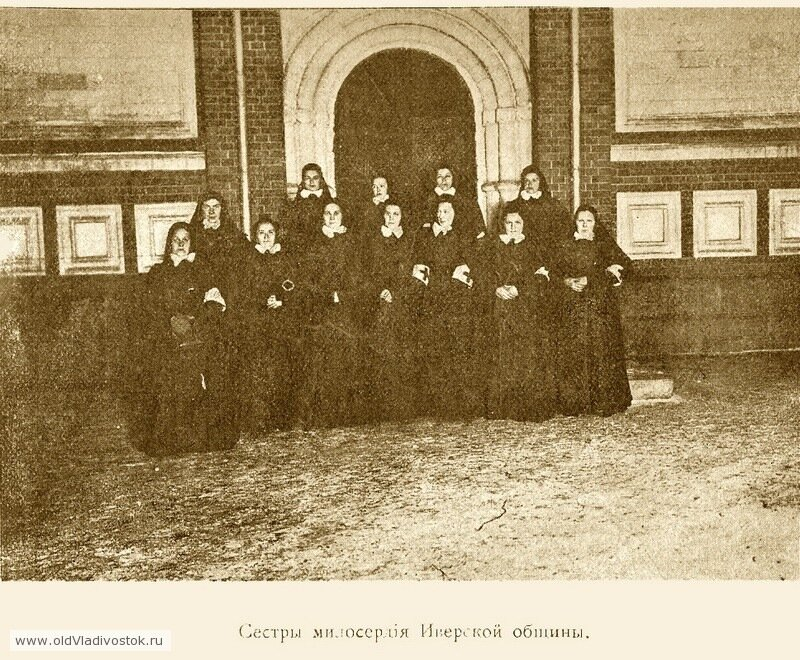
Сёстры милосердия Иверской общины у входа в храм Иверской иконы Божией Матери

Иверская община сестер милосердия была основана 6 декабря 1894 года при Московском дамском комитете Российского общества Красного Креста по инициативе его председательницы Агафоклии Александровны Костанда и её мужа командующего войсками Московского военного округа, генерала А. С. Костанды. После создания община перешла под высочайший патронаж царской фамилии. Общину опекали представители царской фамилии – Великий князь Сергей Александрович и его супруга Великая княгиня Елизавета Фёдоровна, удостоенные звания Почётные попечители (1895). Также попечителями Иверской общины были Великая княгиня Ольга Константиновна и Великая княгиня Александра Иосифовна.
Сёстрами общины могли стать девушки и женщины от восемнадцати до сорока лет. Они обеспечивались всем необходимым. Сёстры трудились на нужды общины, но главная их работа была в больнице, амбулатории и аптеке. Они ухаживали за больными и помогали врачам.
В 1894 году на деньги жертвователей, в первую очередь богатых купцов Ляминых, между Большой Полянкой и Малой Якиманкой были приобретены три городские купеческие усадьбы для устройства Иверской общины сестер милосердия. Композиционным центром комплекса зданий общины являлась церковь Иверской иконы Божией Матери, возведенная в 1890-х годах по проекту архитектора С. К. Родионова. В 1901 году со стороны Малой Якиманки появилось общежитие для сестёр, проект которого разработал И. Е. Бондаренко. Община была размещена на новом месте в 1896 году.
Больничный комплекс общины был кардинально обновлён в 1912 году. Деньги на архитектурные работы (80 тыс. рублей) пожертвовал один из Морозовых. На линии Большой Полянки по проекту архитектора Д. М. Челищева были построены здания аптеки, терапевтического и хирургического корпусов. Больничные здания — невысокие (верхние этажи для больных тяжелы, для медсестер с носилками тоже, а лифты — дорого стоили) уютные домики теплых тонов, с колоннами или пилястрами, с минимумом архитектурных украшений. Открытие больничного комплекса состоялось годом ранее окончательного завершения работ (1911). Помимо палат и операционной, оборудованной по последнему слову науки того времени, в зданиях размещались рентгеновский кабинет, лаборатория, стерилизационная камера с автоклавом. В пристроенной амбулатории специалисты вели приём больных.
В общине находилось несколько подразделений – аптека, амбулатория, хирургическая клиника, терапевтическая клиника. Врачи в основном были приходящими, что давало возможность привлекать лучших медицинских светил того времени. В соответствии с уставом, главной целью Иверской общины было «подготовление сестер милосердия для ухода в военное время за больными и ранеными и в мирное время для ухода за больными в госпиталях и лазаретах, гражданских больницах и частных домах в помощь врачебному персоналу в городах и селах Московской губернии, а по распоряжению главного управления (Российского общества Красного Креста) и вне её».
Ординарный профессор Московского университета П. И. Дьяконов возглавлял (1896—1901) хирургическую клинику общины сестёр милосердия. В этой клинике кроме самого Дьяконова работали многие сотрудники его кафедры. Всего за пять лет здесь было произведено свыше 600 операций. Наблюдения, проводимые в клинике, широко использовались в научных целях, клинику посещали многие врачи и студенты старших курсов медицинского факультета  Московского университета. Доктор медицины А. В. Старков работал в хирургической клинике общины (1897—1898). В общине работал профессор Московского университета И. П. Алексинский: консультантом (с 1895), старшим врачом (с 1900), главным врачом (с 1907) . В общине работал один из основоположников высшего женского медицинского образования в Российской империи — профессор Московского университета Ф. А. Рейн. 
В Иверской общине работала сестрой милосердия мать поэтессы Марины Цветаевой. Сестра Марины Анастасия писала в своих мемуарах: «И были мирные часы сидения возле мамы, читавшей томики немецких стихов или разбиравшей лекарства, взвешивавшей их на крошечных весах с роговыми чашечками. Пустые пузырьки (из-под лекарств) с заостренным носиком сбоку, чтобы капать, круглые и овальные коробочки с узором цветочков, аккуратные и изящные веера рецептов, гофрированные зонтики бумажных колпачков пузырьков, от которых пахло таинственно, нежно, и хотелось сохранить их навеки».
Надежда Александровна Пушкина — внучка великого поэта была настоятельницей Иверской общины (1909—1915).
Сёстры общины не только помогали раненым в Москве, но также выезжали на линию фронта – побывали на передовой греко-турецкой, русско-японской, Балканских, Первой мировой войн.
В начале XX века Иверская община сестер милосердия была одной из самых больших в Москве – больше трёхсот девушек и женщин.
Община была ликвидирована в 1918 году. Иверская церковь была закрыта, а здание использовалось как склад. На территории общины разместилась сначала Вторая школа медицинских сестёр, а затем городская больница № 20 имени Тимирязева, для нужд которой построили дополнительные корпуса.